# Calosoma oceanicum
Calosoma oceanicum is een keversoort uit de familie van de loopkevers (Carabidae). De wetenschappelijke naam van de soort is voor het eerst geldig gepubliceerd in 1864 door Perroud & Montrouzier.
De kever wordt 26 tot 33 millimeter lang. De kever heeft een metaalglans en heeft een variabele kleur van donkerpaars tot groen. De onderzijde van de kever is donkerder van kleur, maar ook met metaalglans. De exemplaren van de ondersoort Calosoma oceanicum klynstrai zijn wat kleiner, smaller en lichter van kleur.
De soort komt voor in het noorden van Australië en op de eilandenarchipels ten noorden daarvan, westelijk tot de Molukken.